# Bartłomiej Żeleński
Bartłomiej Żeleński herbu Ciołek (zm. w 1580 roku) – podkomorzy sandomierski w latach 1564–1569, starosta stężycki w latach 1569-1580.
Studiował w Wittenberdze w 1539 roku. Poseł na sejm koronacyjny 1574 roku z województwa sandomierskiego. Poseł województwa sandomierskiego na sejm koronacyjny 1576 roku.
Był wyznawcą kalwinizmu.